# Eamonn Oliver Walsh
Eamonn Oliver Walsh (* 1. September 1944 in Celbridge) ist ein irischer Geistlicher und emeritierter römisch-katholischer Weihbischof im Erzbistum Dublin.

## Leben
Eamonn Oliver Walsh empfing am 13. April 1969 das Sakrament der Priesterweihe für das Erzbistum Dublin.
Papst Johannes Paul II. ernannte ihn am 7. März 1990 zum Weihbischof in Dublin und Titularbischof von Elmhama. Der Erzbischof von Dublin, Desmond Connell, spendete ihm am 22. April desselben Jahres die Bischofsweihe. Mitkonsekratoren waren der Apostolische Nuntius in Irland, Erzbischof Emanuele Gerada, und Weihbischof James Kavanagh aus Dublin.
Nach der Veröffentlichung des Murphy-Berichts zum sexuellen Missbrauch im Erzbistum Dublin gaben Walsh und Weihbischof Raymond Field gemeinsam bei der Christmette bekannt, dass sie dem Papst ihren Rücktritt angeboten hatten, und entschuldigten sich bei den Opfern. Im August 2010 lehnte der Papst die beiden Rücktrittsgesuche ab.
Papst Franziskus nahm am 30. September 2019 Walshs altersbedingten Rücktritt an.